# Herisjef
De god Herisjef (ḥr-šf, ḥry-šf)  bij Plutarchus: Άρσαφής  werd vooral vereerd rond Herakleopolis in het Oude Rijk van Egypte.
Zijn naam betekent "hij die op zijn meer is". Zowel zijn tempel als het heilige meer waar dat naar verwijst bevonden zich in Herakleopolis. Er is in 1904 een gouden beeldje van 6 cm grootte gevonden van hem uit de tijd van Peftjaubast (3e tussentijd) in de tempel van Herisjef in Herakleopolis. Het bevindt zich nu in  het Museum of Fine Arts in Boston. Het toont de god met een hoofd van een ram met rechte horens en een atefkroon, staande op negen vertrapte bogen die de vijanden van Egypte voorstellen.
In later tijden werd hij soms vereenzelvigd met de Syrische godheid Resjef zoals blijkt uit de Magische Papyrus Harris:

..de hemel is geopend boven jou
Horon negeert je tegenwerping
Je voorbeen wordt afgesneden voor Herisjef

Je wordt neergehakt voor Anat

Zowel Horon als Anat zijn godheden uit het Semitische gebied en dit stuk mythologie zou gewoonlijk Resjef ten tonele voeren. Echter in Egypte wordt Resjef ook wel de zoon van Herisjef genoemd.
Aker · Amaoenet · Ammit · Amenhotep, zoon van Hapoe · Amon · Amon-Re · Amset · Anat · Andjeti · Anhoer · Anubis · Anoeket · Apedemak · Apepi · Apis · Arensnuphis · Astarte · Atoem · Aton · Baäl · Baälat · Bat · Banebdjedet · Bastet · Benben · Benoe · Bes · Buchis · Chentiamentioe · Chepri · Chons · Doeamoetef · Geb · Hapy (Nijlgod) · Hapy (zoon van Horus) · Harmachis · Harpocrates · Hathor · Hatmehyt · Heh en Hehet · Heka · Heket · Herisjef · Hesat · Horus · Hoe · Iaret · Imhotep · Ishtar · Isis · Isis-Sothis · Kebehsenoef · Kek · Chnoem · Maät · Mandulis · Mentoe · Meretseger · Mesechenet · Min · Miysis · Mnevis · Moet · Naoenet · Nechbet · Nechen en Pe · Nefertem · Neith · Nennoe · Nephthys · Noen · Noet · Osiris · Pachet · Ptah · Qetesh · Ra · Renenoetet · Renpit · Resjef · Satet · Sechmet · Selket · Serapis · Sesjat · Seth · Sjoe · Sobek · Sokaris · Sopdet · Ta-Bitjet · Tabh · Tatenen · Taweret · Tefnoet · Thoth · Wadjet · Wepwawet · Werethekaoe ·